# Selisk (sprog)
Selisk var et sprog, der tilhørte den baltiske sproggruppe i den indoeuropæiske sprogfamilie. Det blev talt af den østbaltiskestamme, selerne, der indtil det 1400-tallet boede i Selen, et område i det sydøstlige Letland og nordøstlige Litauen.
I løbet af 12-1400-tallet mistede selerne deres sprog efter at være blevet assimileret af letgallerne og litauerne.
Det er opfattelsen, at det seliske sprog beholdt proto-baltiske fonemer *an, *en, *in, *un ligesom det litauiske sprog, men ligesom det lettiske sprog blev det proto-baltiske *kʲ, *ɡʲ ændret til c, dz, og det proto-baltiske *š, *ž ændret til s, z.
Spor af selisk sprog kan stadig findes i de områder, der var beboet af selere, især i accent og fonetik i de såkaldte seliske dialekter af det lettiske sprog. Der er nogle spor af selisk sprog i den nordøstlige sub-dialekter af aukštaitiske dialekt af litauisk.
| Sprog | Spire Denne artikel om sprog er en spire som bør udbygges. Du er velkommen til at hjælpe Wikipedia ved at udvide den. |